# Aper Geestrand
Der Aper Geestrand ist eine naturräumliche Einheit fünfter Ordnung (Nr. 603.00). Er ist Teil der Oldenburger Geest (Nr. 603.0/Nr. 603), einem Teil der Ostfriesisch-Oldenburgischen Geest (Nr. 60), die Bestandteil der naturräumlichen Großregion des Zentralen Norddeutschen Tieflandes ist.

## Lage
Der Aper Geestrand ist der westlichste Ausläufer der Oldenburgischen Geest. Er umfasst die Orte Augustfehn, Apen und Ocholt. Im Nordwesten wird der Aper Geestrand durch das Lengener Moor, dem südlichsten Ausläufer der naturräumliche Einheit der Ostfriesischen Zentralmoore, begrenzt. Im Norden und Osten grenzt der Aper Geestrand an die naturräumliche Einheit des zur ebenfalls zur Oldenburger Geest gehörenden Ammerlands sowie im Süden an die zur Hunte-Leda Moorniederung gehörenden naturräumlichen Einheiten des Nordloher Moores und des Findlandsmoores.

## Naturräumlicher Überblick
Der Aper Geestrand ist geprägt von sandigen Böden, die sich auf einem nur wenig vom Geländeniveau der benachbarten Niederungen erheben<?>. Ausnahme bilden hierbei einzelne ehemalige Flugsandbereiche. Auf diesem sandigen Untergrund herrschen als Böden Podsole vor, die in niedrig gelegenen Bereichen vergleyt sind.
Die ursprünglich Erlenbruchwald tragenden Gebiete des Aper Geestrandes werden heute überwiegend als Grünland landwirtschaftlich genutzt. Hohe Grundwasserstände machen dabei eine Drainage der Äcker sowie ein umfangreiches Entwässerungsnetz erforderlich.